# Isuzu Trooper
O Trooper é um SUV de porte grande da Isuzu. Chegou em Portugal em 1992 como Opel Monterey ja na Segunda geração com um motor a gasolina V6 de 3,2 litros de 177cv e um Diesel de 3.1 litros de 114cv 260 nm as 2000rpm (4JG2-TC). Em 1998 o Trooper (Monterey) sofreu um ligeiro restyling com nova configuração exterior frontal em destaque e novos interiores, mais apelativos assim como um novo motor Diesel de 3,0 litros e 159cv 333 nm as 2000rpm (4JX1-TC).

## Galeria
- Primeira geração (1981-1991)
- Segunda geração (1992-2003)